# David Dobrik
David Julian Dobrik (ur. 23 lipca 1996 w Koszycach) – amerykański youtuber, gwiazda mediów społecznościowych pochodzenia słowackiego. Swoją karierę rozpoczął na platformie Vine, pod koniec 2014 założył kanał w serwisie YouTube, którego przeznaczeniem jest publikacja wideoblogów. Od 2019 Dobrik jest znany jako lider grupy YouTube The Vlog Squad. W grudniu 2019 kanał wideoblogowy Dobrika zgromadził 16 milionów subskrybentów i 7,4 miliarda wyświetleń, będąc piątym najczęściej oglądanym kanałem twórców na YouTube z 2,4 miliardem wyświetleń w tymże roku. Oprócz rozrywki internetowej Dobrik podkładał głos do Axela w Angry Birds 2 Film, a od grudnia 2019 jest jednym z sędziów programu telewizyjnego Nickelodeon Najbardziej muzyczna rodzina Ameryki.

## Życiorys
Dobrik urodził się 23 lipca 1996 w Koszycach, na Słowacji. Jego rodzina przeprowadziła się do Vernon Hills, w stanie Illinois, gdy Dobrik miał sześć lat. Uczęszczał do Vernon Hills High School, gdzie grał w tenisa, co doprowadziło go do zakwalifikowania się do państwowego turnieju chłopców tenisa w 2014, zdobył tam trzecie miejsce w turniejach podwójnych. Po ukończeniu szkoły średniej przeniósł się do Los Angeles, aby rozwijać się na platformie Vine.

## Kariera

### 2013–2016: początki Vine i YouTube
W 2013 Dobrik opublikował swój pierwszy filmik w serwisie społecznościowym Vine. Współpracował przy swoich produkcjach z innymi popularnymi użytkownikami Vine, takimi jak Liza Koshy, Gabbie Hanna, Jason Nash oraz Zane & Heath. Przed założeniem własnego kanału YouTube, Dobrik był częścią grupy YouTube Second Class. Do końca tego kanału w 2015 zdobyli ponad 18 tys. subskrybentów. Dobrik uruchomił swój osobisty kanał YouTube, David Dobrik, w 2015. Od samego początku filmy na tym kanale były komediowymi vlogami opartymi na prawdziwych sytuacjach i/lub częściowo napisanymi scenariuszami, z udziałem wielu jego byłych współpracowników z Vine. W sierpniu 2016 Dobrik stworzył drugi kanał David Dobrik Too, poświęcony interakcji z rodziną i przyjaciółmi oraz bardziej otwartymi ofertami sponsorskimi.

### 2017–dziś: kariera YouTube

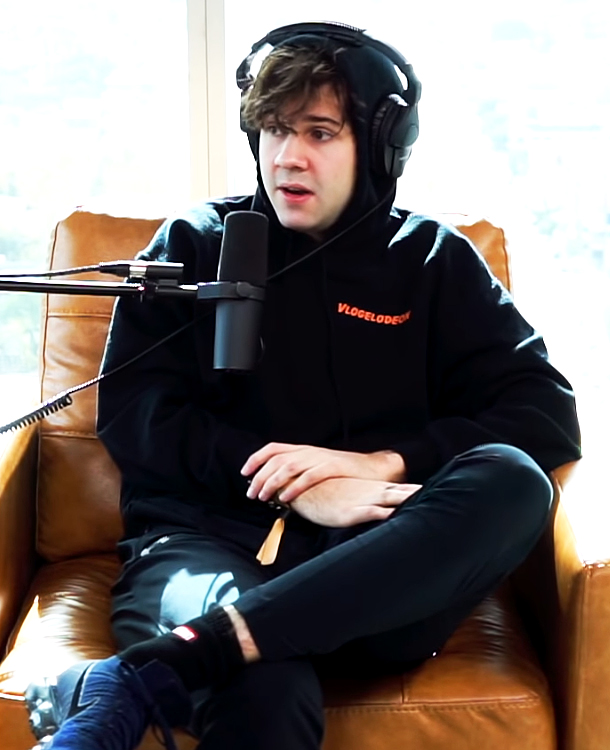
Dobrik udziela wywiadu dla ADHD w 2018 roku

Dobrik w ostatnich latach zyskał fanów dzięki swoim energicznym filmom, które składają się z psikusów, żartów, uroczych zwierzątek, gwiazd Vine i YouTube, prawdziwych celebrytów i różnych postaci komediowych. Filmy publikuje dwa razy w tygodniu. Ma podcast zatytułowany „VIEWS” z innym youtuberem – Jasonem Nashem.
W grudniu 2018 Dobrik otrzymał od YouTube Diamentowy przycisk Play w uznaniu za przekroczenie 10 milionów subskrybentów. Dobrik został również uznany za jeden z „10 najbardziej hałaśliwych osobistości mediów społecznościowych” w roku 2018, przez magazyn PAPER.

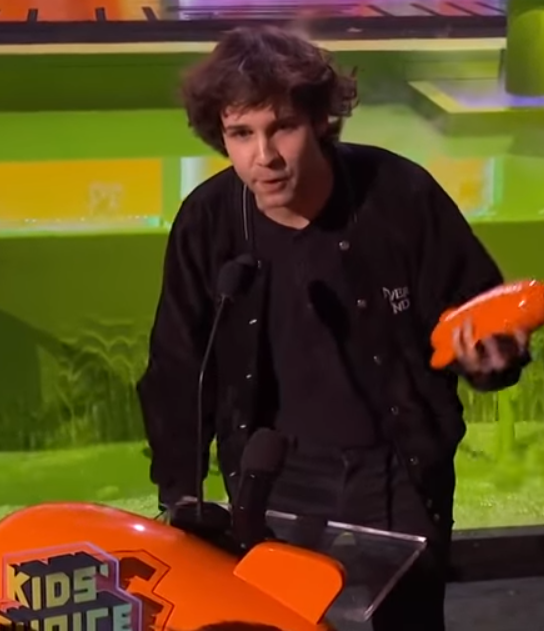
Dobrik na 2019 Kids’ Choice Awards

W lipcu 2019 Dobrik został wyróżniony przez magazyn W wraz z Dianą Silvers, Gigi Hadid i Joe Jonasem, między innymi za udział w trendzie tworzenia oddzielnego konta na Instagramie poświęconego zdjęciom zrobionych za pomocą filmów lub aparatów jednorazowych. David został także sędzią w konkursie muzycznym Nickelodeon zatytułowanym Najbardziej muzyczna rodzina Ameryki, obok Ciary i Debbie Gibson.
W sierpniu 2019 Dobrik został wyróżniony przez magazyn Variety na corocznej liście „Power of Young Hollywood”, obok gwiazd takich jak Blackpink, Billie Eilish, Tom Holland i Lil Nas X. W tym samym miesiącu Dobrik był gospodarzem programów telewizyjnych, Teen Choice Awards 2019 wraz z Lucy Hale, podczas których otrzymał nagrodę Choice Male Web Star. Dobrik brał także udział w pierwszych sportowych mistrzostwach dla dzieci, u boku Roba Gronkowskiego, Lindsey Vonn i Kel Mitchell.
W październiku 2019 Dobrik został uznany za osobę wpływową i osobowość numer 1, którą śledzą nastolatki w mediach społecznościowych (na podstawie ankiety przeprowadzonej przez Piper Jaffray & Co.), wraz z Kylie Jenner, Donaldem Trumpem, LeBronem Jamesem i Dwayne’em Johnsonem.
W grudniu 2019 Dobrik został wymieniony w YouTube Rewind 2019 jako piąty najczęściej oglądany twórca tego roku na platformie, z 2,4 miliardem wyświetleń. W miesiącu opublikowania Youtube Rewind 2019, wideo Dobrika na TikTok z eksperymentem z pastą do zębów, zostało nazwane wideo nr 1, z 17,5 milionami polubień i 180 milionami wyświetleń.
W styczniu 2020 Dobrik uruchomił własną aplikację aparatu mobilnego o nazwie David’s Disposable, która pozwala użytkownikom tworzyć własne zdjęcia w stylu retro. Aplikacja przekroczyła ponad milion pobrań, a także znalazła się na szczycie listy najpopularniejszych darmowych aplikacji w Apple App Store, wyprzedzając Disney+ i Instagram.
Dobrik pojawił się także w The Tonight Show z Jimmym Fallonem, dyskutując o inspiracji do swoich filmów i udanego kanału na YouTube, a także o pierwszej interakcji z Justinem Bieberem.
W październiku 2020 roku Dobrik wprowadził na rynek swoją markę perfum David’s Perfume z Flower Shop Perfumes Co., która jest dostępna w dwóch zapachach: David’s Perfume #01 i David’s Perfume #02.

#### PodcastViews
We wrześniu 2018 roku Dobrik stworzył swój trzeci kanał na YouTube, Podcast Views w którym zamieszcza podcasty filmików na temat wyświetleń. Dobrik został wyróżniony przez The Verge jako jeden z youtuberów, którzy wymyślili jak sprawić, by podcasty były promowane na YouTube, pomimo nacisku strony na treści wideo.

## Życie prywatne
David ma trójkę rodzeństwa o imieniu Ester, Sarah i Toby. Jako obywatel spoza USA, który przybył do Stanów Zjednoczonych jako dziecko, Dobrik jest chroniony przed deportacją na mocy DACA, lecz w przypadku opuszczenia kraju nie mógłby do niego wrócić przez 10 lat. Dobrik stwierdził w wywiadzie z grudnia 2018, że mówi po słowacku. Dobrik był w związku z Lisą Koshy, youtuberką i gwiazdą aplikacji Vine, od końca 2015 do początku 2018. 15 maja 2019 Dobrik legalnie zawarł związek małżeński z, ówcześnie 76-letnią, Lorraine Nash, matką Jasona Nasha. Małżeństwo zostało zawarte na potrzeby skeczu. 12 czerwca 2019 Dobrik ogłosił, że on i Lorraine postanowili zakończyć małżeństwo po miesiącu. 22 listopada 2019 Dobrik oświadczył za pośrednictwem Instagrama, że oficjalnie podpisał dokumenty rozwodowe i rozwiódł się z Nash.

## Filmografia

### Film
| Rok  | Tytuł                | Rola          | Stanowisko        | Ref.   |
| ---- | -------------------- | ------------- | ----------------- | ------ |
| 2016 | FML                  | Taylor Mackey | Rola drugoplanowa | [ 40 ] |
| 2018 | Airplane Mode        | On sam        | Rola drugoplanowa | [ 41 ] |
| 2019 | Angry birds 2 (film) | Axel          | Dubbing           | [ 42 ] |

### Krótki film
| Rok  | Tytuł            | Rola        | Stanowisko  | Ref.   |
| ---- | ---------------- | ----------- | ----------- | ------ |
| 2015 | An Interrogation | David Baker | Główna rola | [ 43 ] |

### Telewizja
| Rok  | Tytuł                         | Rola   | Stanowisko                          | Ref.   |
| ---- | ----------------------------- | ------ | ----------------------------------- | ------ |
| 2019 | 2019 Kids’ Choice Sports      | On sam | Konkurent                           | [ 23 ] |
| 2019 | 2019 Teen Choice Awards       | On sam | Co-Host                             | [ 44 ] |
| 2019 | America’s Most Musical Family | On sam | Sędzia                              | [ 7 ]  |
| 2019 | Chopped Junior                | On sam | Sędzia gościnny (listopad 12, 2019) | [ 45 ] |

### Teledyski
| Rok  | Piosenka              | Artysta       | Rola   | Reżyser           | Ref.   |
| ---- | --------------------- | ------------- | ------ | ----------------- | ------ |
| 2017 | Sad Song              | Scotty Sire   | On sam | 80Fitz            | [ 46 ] |
| 2017 | My Life Sucks         | Scotty Sire   | On sam | 80Fitz            | [ 47 ] |
| 2017 | Gucci Bands           | Dom Zeglaitis | On sam | Richard Selvi     | [ 48 ] |
| 2018 | David’s Haunted House | Scotty Sire   | On sam |                   | [ 49 ] |
| 2018 | Cozy                  | Trisha Paytas | On sam | Andrew Vallentine | [ 50 ] |
| 2019 | Graduation            | Juice WRLD    | Ryan   | Jake Schreier     | [ 51 ] |

## Nagrody i nominacje
| Rok  | Nagroda                | Kategoria                              | Nominowani                                               | Rezultat   | Ref.          |
| ---- | ---------------------- | -------------------------------------- | -------------------------------------------------------- | ---------- | ------------- |
| 2017 | Shorty Awards          | Vlogger roku                           | On sam                                                   | Wygrał     | [ 52 ]        |
| 2017 | Streamy Awards         | Twórca Breakout’u                      | On sam                                                   | Wygrał     | [ 53 ]        |
| 2017 | Streamy Awards         | Twórca roku                            | On sam                                                   | Nominowany | [ 53 ]        |
| 2018 | Shorty Awards          | YouTuber roku                          | On sam                                                   | Nominowany | [ 54 ]        |
| 2018 | Shorty Awards          | Zespół YouTube                         | Vlog Squad                                               | Wygrał     | [ 55 ]        |
| 2018 | Shorty Awards          | Najlepszy podcast                      | VIEWS z Davidem Dobrikiem i Jasonem Nashem               | Wygrał     | [ 56 ]        |
| 2018 | Streamy Awards         | Twórca roku                            | On sam                                                   | Nominowany | [ 57 ] [ 58 ] |
| 2018 | Streamy Awards         | Pierwsza osoba                         | On sam                                                   | Wygrał     | [ 57 ] [ 58 ] |
| 2018 | Streamy Awards         | Najlepszy podcast                      | VIEWS z Davidem Dobrikiem i Jasonem Nashem               | Nominowany | [ 57 ] [ 58 ] |
| 2018 | Streamy Awards         | Kolaboracja                            | „FEARBOX Challenge” (z Jennifer Lopez)                   | Nominowany | [ 57 ] [ 58 ] |
| 2018 | Streamy Awards         | Zestaw obsady                          | David’s Vlog                                             | Wygrał     | [ 57 ] [ 58 ] |
| 2018 | Streamy Awards         | Reżyseria                              | On sam                                                   | Nominowany | [ 57 ] [ 58 ] |
| 2019 | Kids’ Choice Awards    | Gwiazda społecznościowa                | On sam                                                   | Wygrał     | [ 58 ]        |
| 2019 | Shorty Awards          | Youtuber roku                          | On sam                                                   | Nominowany | [ 59 ]        |
| 2019 | Teen Choice Awards     | Choice Male Web Star                   | On sam                                                   | Wygrał     | [ 60 ]        |
| 2019 | Teen Choice Awards     | Choice YouTube’r                       | On sam                                                   | Nominowany | [ 60 ]        |
| 2019 | Streamy Brand Awards   | Brand Engagement                       | Chipotle + David Dobrik                                  | Wygrał     | [ 61 ]        |
| 2019 | Streamy Brand Awards   | Brand Engagement                       | David Dobrik x SeatGeek: Zostanie członkiem VlogSquad    | Nominowany | [ 61 ]        |
| 2019 | Streamy Brand Awards   | Influencer Campaign                    | Chipotle + David Dobrik                                  | Nominowany | [ 61 ]        |
| 2019 | Streamy Brand Awards   | Influencer Campaign                    | David Dobrik x SeatGeek: Zostanie członkiem VlogSquad    | Nominowany | [ 61 ]        |
| 2019 | People’s Choice Awards | Gwiazda społecznościowa                | On sam                                                   | Wygrał     | [ 62 ]        |
| 2019 | Streamy Awards         | Twórca roku                            | On sam                                                   | Nominowany | [ 63 ]        |
| 2019 | Streamy Awards         | Pierwsza osoba                         | On sam                                                   | Wygrał     | [ 63 ]        |
| 2019 | Streamy Awards         | Najlepszy podcast                      | VIEWS z Davidem Dobrikiem i Jasonem Nashem               | Nominowany | [ 63 ]        |
| 2019 | Streamy Awards         | Kolaboracja                            | "SURPRISING PEOPLE WITH KYLIE JENNER!!” (z Kylie Jenner) | Wygrał     | [ 63 ]        |
| 2019 | Streamy Awards         | Zestaw obsady                          | Vlog Squad                                               | Wygrał     | [ 63 ]        |
| 2019 | Streamy Awards         | Reżyseria                              | On sam                                                   | Nominowany | [ 63 ]        |
| 2019 | Streamy Awards         | Edycja                                 | On sam                                                   | Nominowany | [ 63 ]        |
| 2020 | Kids’ Choice Awards    | Ulubiona męska gwiazda społecznościowa | On sam                                                   | Wygrał     | [ 64 ]        |